# Col du Pointu
Le col du Pointu est un col du Vaucluse, sur la commune de Bonnieux, permettant de franchir le massif du Luberon par la D 943, route reliant Apt à Marseille. Cette route sépare le petit Luberon à l'ouest du grand Luberon à l'est. Le col est emprunté par les cyclistes de la région bien que celui-ci soit relativement roulant.
En hiver le col du Pointu peut être enneigé et sa traversée difficile voire impossible.

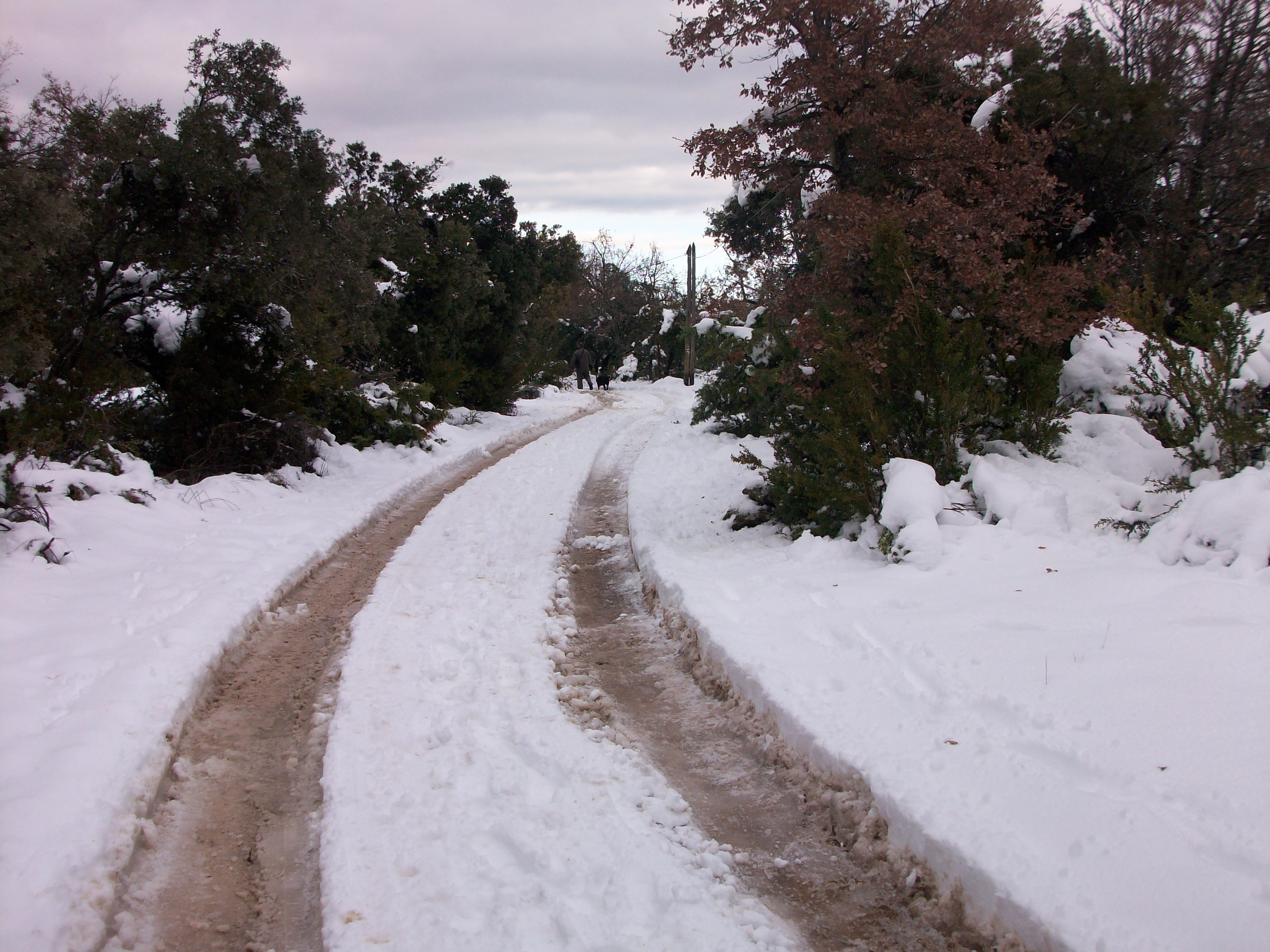
Neige au col du Pointu.

## Cyclisme
Le col du Pointu a été gravi à 3 reprises par les coureurs du Tour de France :
- 1956, 16e étape (versant sud) : Aix-en-Provence - Gap - 1er au sommet : Jean Forestier ;
- 1967, 13e étape (versant sud) : Marseille - Carpentras - 1er au sommet : Mariano Diaz ;
- 2017, 19e étape (versant nord) : Embrun - Salon-de-Provence - 1er au sommet : Romain Sicard.

En 2018, la 5e étape du Paris-Nice 2018, qui rallie Salon-de-Provence à Sisteron, passe par le col du Pointu. Ce fut également le cas lors de la 6e étape du Paris-Nice 2022 mais sans que cette ascension ne compte au classement du meilleur grimpeur.